# Kabul Kitchen
Kaboul Kitchen – francuski serial komediowy nadawany przez Canal+.
Serial został stworzony przez Marca Victora, Allana Mauduita oraz Jeana-Patricka Benesa i bazuje na prawdziwej historii dziennikarza Radio France Internationale Marca Victora, który prowadził w Kabulu do 2008 roku restauracje dla francuskich emigrantów. Pierwsza seria premierę miała 15 lutego 2012 w Canal+, a zakończyła się 5 marca 2012 i osiągnęła najlepsze w historii stacji wyniki oglądalności w kategorii seriali komediowych emitowanych w paśmie primetime. Druga seria, która aktualnie powstaje, również będzie miała 12 odcinków. W Polsce serial swoją premierę miał 10 stycznia 2013 na antenie Canal+.
Serial został zrealizowany w marokańskiej Casablance, gdzie z pomocą specjalnych maszyn do wzbijania kurzu skutecznie symulowano afgańskie warunki. Aktorzy pod opieką trenerów musieli nauczyć się języka Dari.

## Obsada
- Gilbert Melki – Jacky
- Stéphanie Pasterkamp – Sophie
- Benjamin Bellecour – Axel
- Alexis Michalik – Damien
- Simon Abkarian – Colonel Amanullah
- Marc Citti – Victor
- Braham Bihi – Sayed
- Nadia Niazi – Hamida
- Fayçal Azizi – Habib
- Fanny Touron – Camille
- Jonas Senhadji – Carl
- Lucia Sanchez – Rosemary
- Serge Dupire – Bob

## Nagrody
Serial został wyróżniony dwoma nagrodami na Międzynarodowym Festiwalu Programów Audiowizualnych FIPA w 2012 roku (w kategoriach najlepszy serial i najlepszy scenariusz telewizyjny). Został także pokazany na medialnych targach MIPTV w Cannes i nazwany przez The Hollywood Reporter czwartym najbardziej obiecującym serialem pokazanym na tych targach.

## Spis odcinków
| Światowa premiera | Polska premiera | N/o | Polski tytuł        | Francuski tytuł             |
| ----------------- | --------------- | --- | ------------------- | --------------------------- |
|                   |                 |     |                     |                             |
| SERIA PIERWSZA    |                 |     |                     |                             |
|                   |                 |     |                     |                             |
| 13.02.2012        | 10.01.2013      | 01  | Spotkanie po latach | La fille à la grosse valise |
|                   |                 |     |                     |                             |
| 13.02.2012        | 17.01.2013      | 02  | Basen               | La piscine                  |
|                   |                 |     |                     |                             |
| 13.02.2012        | 24.01.2013      | 03  |                     | La panthère et l'imprimeur  |
|                   |                 |     |                     |                             |
| 20.02.2012        | 31.01.2013      | 04  | Dolary i miłość     | Dollars et passion          |
|                   |                 |     |                     |                             |
| 20.02.2012        | 07.02.2013      | 05  | Strach nad miastem  | Peur sur Kaboul             |
|                   |                 |     |                     |                             |
| 20.02.2012        | 14.02.2013      | 06  | Występek i wersety  | Vices et versets            |
|                   |                 |     |                     |                             |
| 27.02.2012        | 21.02.2013      | 07  | Sophie wyjeżdża     | Le départ de Sophie         |
|                   |                 |     |                     |                             |
| 27.02.2012        | 28.02.2013      | 08  |                     | Petits mensonges entre amis |
|                   |                 |     |                     |                             |
| 27.02.2012        | 07.03.2013      | 09  | Martine w Kabulu    | Martine à Kaboul            |
|                   |                 |     |                     |                             |
| 05.03.2012        | 14.03.2013      | 10  |                     | Crise de foi                |
|                   |                 |     |                     |                             |
| 05.03.2012        | 21.03.2013      | 11  |                     | Cool à Kaboul               |
|                   |                 |     |                     |                             |
| 05.03.2012        | 28.03.2013      | 12  |                     | Pas cool à Kaboul           |
|                   |                 |     |                     |                             |